# (15616) 2000 HG10
A (15616) 2000 HG10 a Naprendszer kisbolygóövében található aszteroida. A LINEAR projekt keretében fedezték fel 2000. április 27-én.